# Seasons of Your Day
Seasons of Your Day è il quarto album della band statunitense Mazzy Star. È stato pubblicato con l'etichetta Rhymes of an hour records il 24 settembre 2013. California è il primo singolo estratto dall'album.

## Il disco
Dopo circa un ventennio di silenzio, i Mazzy Star propongono dieci brani dal sound decisamente acustico che spingono l'ascoltatore in una dimensione eterea, sognante e dai contorni sfumati.

## Tracce
1. In the Kingdom – 5:14
2. California – 5:23
3. I've Gotta Stop – 4:04
4. Does Someone Have Your Baby Now? – 4:08
5. Common Burn – 5:09
6. Seasons of Your Day – 3:41
7. Lay Myself Down – 4:31
8. Sparrow – 4:04
9. Spoon – 6:09
10. Flying Low – 7:36

## Formazione
- Hope Sandoval - voce, chitarra, glockenspiel, armonica, tamburello
- David Roback - chitarra, tastiere
- William Cooper - violino (in Seasons of Your Day)
- Suki Ewers - tastiere
- Keith Mitchell - batteria
- Paul Mitchell - tastiere
- Colm Ó Cíosóig - chitarra, basso, tastiere, batteria
- Bert Jansch - chitarra (in Spoon)
- Stephen McCarthy - pedal steel guitar (in Lay Myself Down)
- Paul Olguin - basso (in Lay Myself Down)

## Classifiche
- Official Albums Chart #24
- UK Indie Albums Chart #5
- Billboard 200 #42
- Scozia #22